# Пловдивски преврат
Пловдивски преврат је назив за уједињење Кнежевине Бугарске и Источне Румелије које се збило 6. септембра 1885. године у Пловдиву, након што је тамошње становништво извршило преврат, збацивши симболе турске суверености: генералног гувернера, Гаврил-пашу Крестовића, и команданта народне војске, Драгилског-пашу.

## Увод
Берлински конгрес одвојио је од Бугарске Источну Румелију, која је по Санстефанском споразуму била с њоме спојена. Бугарска је начињена вазалном кнежевином, а Источна Румелија аутономном облашћу Османског царства. Источном Румелијом управљао је генерални гувернер, кога је постављала Висока порта по договору са великим силама. У тој области није било турских трупа; унутрашњи ред и мир чувала је народна војска. 6. септембра 1885. године, у Источној Румелији избила је буна. Један одред народне војске ушао је у Пловдив, збацио генералног гувернера, и прогласио уједињење Источне Румелије с Бугарском. Привремена влада, која је одмах образована, позвала је депешом Александра I Батенберга, бугарског кнеза, у Пловдив.

## Стање ствари (5—9. септембар)
У вечерњим часовима 5. септембра 1885. године Источна Румелија је и даље била саставни део Отоманске империје.
У око два часа ујутро 6. септембра 1885. године у Пловдиву, престоници Источне Румелије, једно одељење народне војске, предвођено мајором Николајевом, извршила је државни удар тако што су врховни заповедник румелијске војске – Драгилски-паша, пореклом Пољак, и генерални гувернер Источне Румелије – Гаврил-паша Крестовић, турски сизирен, ухапшени и стављени у притвор. Преврат је извршен организовано и без крвопролића. Устаници су потом интервенисали бугарском кнезу – Александру I Батенбергу.
Кнез Александар се затекао на свом имању, на Варни. Тамо је примио депешу из Пловдива у којој су га устаници молили да их подржи, да прими сваку одговорност на дело као да је он сам на томе инсистирао. Иако је кнез био запањен поступком, ипак се одазвао њиховом позиву обећавши им да је спреман да се заузме за њихово народно дело. То је урадио више зато да им се не замери, него што је истински желео да уједињења дође. Да је којим случајем одбио, настало би крвопролиће између муслимана и хришћана што би проузроковало његов пад с престола. Подржавши устанике он је задобио симпатије бугарског народа што ће му касније бити од велике користи.
7. септембра 1885. године кнез је испунио своје обећање, отпутовао је у Велико Трново где је заједно са изаслаником из Источне Румелије саставио и издао прокламацију о уједињењу Бугарске и Источне Румелије у којој је примио на себе последице од преврата, како према свом народу, тако и пред Европом. Потом, свестан ризика у који се упустио, упућује депеше великим силама у којима је најсвечаније изјавио: 1. да је уједињење извршено без непријатељске намере према царској османској влади; 2. да он и даље признаје султаново суверентсво; 3. да обећава да ће бити реда и мира у обема земљама и гарантује свачију безбедност, било да је у питању муслиман или хришћанин; 4. на крају депеше моли велике силе да се заузму код султана да и он призна уједињење.
Румелиотима је уједињење лако пошло за руком јер се одвајањем Источне Румелије од Турске није имало шта кидати, веза између те две земље постојала само на хартији. Једина веза између Турске и Румелије била је та што су решења донесена у “Обласној Скупштини” која се налазила у Пловдиву, морала бити потврђена од стране султана, али их је више пута одбацивао незадовољан њиховим радом.
9. септембра 1885. године кнез се појавио у Пловдиву на опште одушевљење тамо присутног бугарског живља.

## Међународна реакција на уједињење

### Турска
Османско царство није могло да не реагује после свега што се збило, јер би то околни народи разумели као добру прилику да се дигне буна и једном за свагда сруши османска владавина на Балкану. Такође, постојала је потенцијална опасност од Русије за коју се сматрало да је посредством својих агената подстицала Румелиоте на овакав корак ради ширења њених интересних сфера. Губитак планине Балкан, природне границе према Бугарској, за Турке би значио отворен пут ка Цариграду у случају рата с Русијом. После дужег већања у Порти, велики везир – Саид-паша, добио је овлашћење да нареди да се из Једрена упути неколико батаљона према Румелији (око 4000). Одмах потом наређена је мобилизација редифа и груписање војске дуж границе. До 10. септембра 1885. сви маневри су приведени крају. Упркос наваљивању Саид-паше, султан – Абдул Хамид II, није дозволио да се предузму оштрије мере. Убрзо је стигла и депеша Александра I у којој се овај обавезује на све оно што смо навели у претходном одељку.

### Русија
Пркосећи очекивању оног истог бугарског народа којег је ослободила у рату 1877-1878, Русија није подржала акт о уједињењу због отвореног сукоба са кнезом Батенбергом. Русија се бојала губитка ове државе за коју су њени војници гинули, хтела је да сачува свој утицај у њој, а у томе јој је сметао кнез који се удаљио од ње. После Турске, та сила је била повређена у интересима управо тим изненадним превратом за који је и сама радила. Сматрала је да је тај преврат извршен с планом да се кнез, а с њим и Бугарска, ослободе руског утицаја. Као последицу преврата, руски цар лично наређује свим својим службеницима, почев од најнижих чиновника до министара, да напусте Бугарску. Ипак, Русија није дозволила могући упад турских трупа пошто се и сама залагала за уједињење, иако је оно учињено без њеног претходног знања. У једном циркулару великим силама од 9. новембра, Русија предлаже да се одржи званична конференција у Цариграду, где би се требало расправити о бугарском питању. На тај начин Русија је хтела да докаже пред Европом да није умешана у преврат.

### Уједињено Краљевство
Уједињеном Краљевству, у којој су тада конзервативци били на власти, стало је да одржи Османско царство због бојазни да Руси не продру на Босфор и Дарданеле, али је исто тако имала у виду да не оштети хришћански живаљ у Источној Румелији, јер би онда сер Вилијам Гледстон, либерал, дигао такву струју на конзервативце због проливања хришћанске крви да би то на крају произвео пад конзервативаца са власти. Све док није сазвана заједничка конференција у Цариграду на руски предлог, Уједињено Краљевство је остало по страни.

### Аустроугарска
Аустроугарска је увиђала да би увећање Кнежевине Бугарске могло имати за последицу померање националних и политичких снага на штету осталих балканских народа, и зато није могла оспорити Краљевини Србији права дата Тајном конвенцијом из 1881. године – проширење у правцу Вардарске Македоније. Такође, желела је спречити српско-бугарски рат, који је за њу био опасан, јер би могао дати повода њеном сукобу са Русијом. Осим тога, она је истовремено била наклоњена и српском краљу Милану Обреновићу и бугарском кнезу Александру, јер су обојица били противници руског утицаја на Балкану.

### Немачка
Молба бугарског кнеза Александра упућена великим силама да се заузму за њега задала им је главобољу. У то време скоро сви високи представници великих сила били су, или на одмору, или су имали нека друга посла. Ову изненадну вест о преврату, а затим и о уједињењу, примили су сви они с нелагодношћу. И сам немачки канцелар, Ото фон Бизмарк, је у једном разговору напоменуо да би радије да се бави Шпанијом, где је у међувремену настао неки проблем, него да посредује спору између неких балканских земаља. Иначе, о Балкану је Бизмарк имао врло лошу представу, сматрао је да ће велики светски конфликт започети “неком глупошћу на Балкану”.

### Румунија
Краљевина Румунија се понашала као да је се цела ствар не тиче. Не само да није наредила мобилизацију, него је још и опозвала једну раније издану наредбу о војним маневрима. Њен посланик у Цариграду порекао је све гласове о савезу између Румуније и Србије, изјавивши да Краљевина Румунија нема ама баш никаквих интереса у бугарском питању. Румунски народ је, пак, осећао извесне симпатије према бугарском народу: уједињење двеју бугарских држава их је подсетило на уједињење њихових кнежевина - Молдавије и Влашке, године 1859.

### Грчка
На Берлинском конгресу било је успостављено начело равнотеже између Словена и Грка на Балканском полуострву. Ради тог начела Источна Румелија је одвојена од Бугарске, а Грчкој знатно проширена граница, иако та држава никаквим ратом то није заслужила. То начело равнотеже повређено је уједињењем Бугарске и Источне Румелије. Грчки министар спољашњих послова опоменуо је том приликом, путем депеше, велике силе на кршење тог начела. У тој депеши опширно је говорио о неправди учињеној грчком народу од стране великих сила, и о томе како у Источној Румелији има грчких насеља према чијој судбину Грчка не може остати равнодушна. Али, колико год је била незадовољна пловдивским превратом, грчка влада није била спремна за рат. С финансијским стањем лоше је стајала: у буџету је предвиђен дефицит у износу од 4.000.000 динара за идућу годину. Оружја и муниције није било довољно. Трећина војника није имала униформе, а у официрским кадровима владала је оскудица сваког ратног искуства.

### Црна Гора
Књажевина Црна Гора се све време није ни чула. Један од разлога јесте тај што није желела да се меша у румелијско питање сматрајући да се та ствар ње не тиче. То је оставила да реши њеној заштитници – Русији. Други разлог јесте тај што су њени односи са Србијом, која је се оштро противила преврату, прилично захладнели. Стога јој није падало уопште на памет да ма у чему подржава Србију бојећи се да се не замери Русији.

### Србија
По подне 9. септембра 1885. године одржана је седница у Београду. На седници су донете одлуке које су имале да доведу земљу у стање приправности за рат. Наређена је мобилизација војске; сазвана Народна скупштина за 19. септембар у Нишу, првенствено, да се краљу одобри подизање ратних кредита; обустављена је слобода говора и штампе. Тим мерама иностранству је јасно стављено на знање да је Краљевина Србија решена да одржи status quo створен Берлинским конгресом, или, ако је немогуће, да себи прибави територијалну надокнаду.
19. септембра 1885. године у Нишу се састала Народна скупштина. У престоној беседи, краљ је говорио како је равнотежа, успостављена Берлинским конгресом, од стране великих сила, поремећена, и да треба, ради одбране равнотеже, ступити у акцију, односно ратовати. Али с киме – то није нигде напоменуо. Скупштина је у патриотском одушевљењу, једногласно, подржавајући краља, усвојила владине предлоге.